# Otto Reinhold Yxkull
Otto Reinhold Yxkull, född 11 augusti 1670 i Reval, död 10 december 1746 i Åbo, var en svensk militär, friherre och landshövding.

## Biografi
Otto Reinhold Yxkull föddes som son till överstelöjtnant Fabian von Yxkull-Gyllenband och Elisabet Yxkull. Han blev först kornett vid drottning Ulrika Eleonoras livregemente, förflyttades därifrån till von der Pahlens regemente och utnämndes till löjtnant där 1688. Då Karl XII inledde sina många och långa krig, befordrades Yxkull till ryttmästare och deltog sedan i de flesta träffningar, fältslag och belägringar till 1709. Han verkar redan före slaget vid Poltava ha blivit tillfångatagen av ryssarna men lyckats komma undan och ta sig över till Sverige. Här utnämndes han 1711 till överstelöjtnant vid Åbo läns infanteri, blev året därefter överste samt 1713 chef för Åbo läns och Björneborgs regemente. Efter att 1717 ha befordrats till generalmajor, gjorde han 1718 fälttåget från Jämtland till Trondheim och tvingade därunder danske generalmajoren Budde att två gånger dra sig tillbaka. Då ryssarna 1719 härjade Roslagsskären, övertog han efter Zöge befälet över den till kustens försvar detacherade truppstyrkan, upphöjdes 1730 till friherre och blev samma år landshövding i Åbo och Björneborgs län.
Yxkull var första gången gift med Katarina Elisabet Paijkull och andra gången med Anna Magdalena Apolloff.